# Přeprava
Přeprava je pojem pro cílevědomé přemístění osob, nákladu či zvířat dopravními prostředky z místa A do místa B po dopravních komunikacích za účelem zisku. Je produktem dopravy. Vykonavatelem přepravy je dopravce, objednavatel se nazývá přepravce. Ten s dopravcem uzavírá přepravní smlouvu.
V českém právním řádu se přepravní smlouva v osobní i v nákladní přepravě uzavírá podle občanského zákoníku. V osobní přepravě stanovuje pravidla přepravní řád.
Přeprava se řadí na:
- Vnitrostátní - přeprava uskutečněná na území jednoho státu, bez překročení státních hranic
- Mezinárodní - přepravu uskutečněná na území více států

Přepravní smlouva vzniká:
- V nákladní přepravě: přijetím objednávky, převzetím zásilky nebo započetím přepravy
- V osobní přepravě: přijetím objednávky nebo zaplacením jízdného